# Черепаха (бойовий порядок)

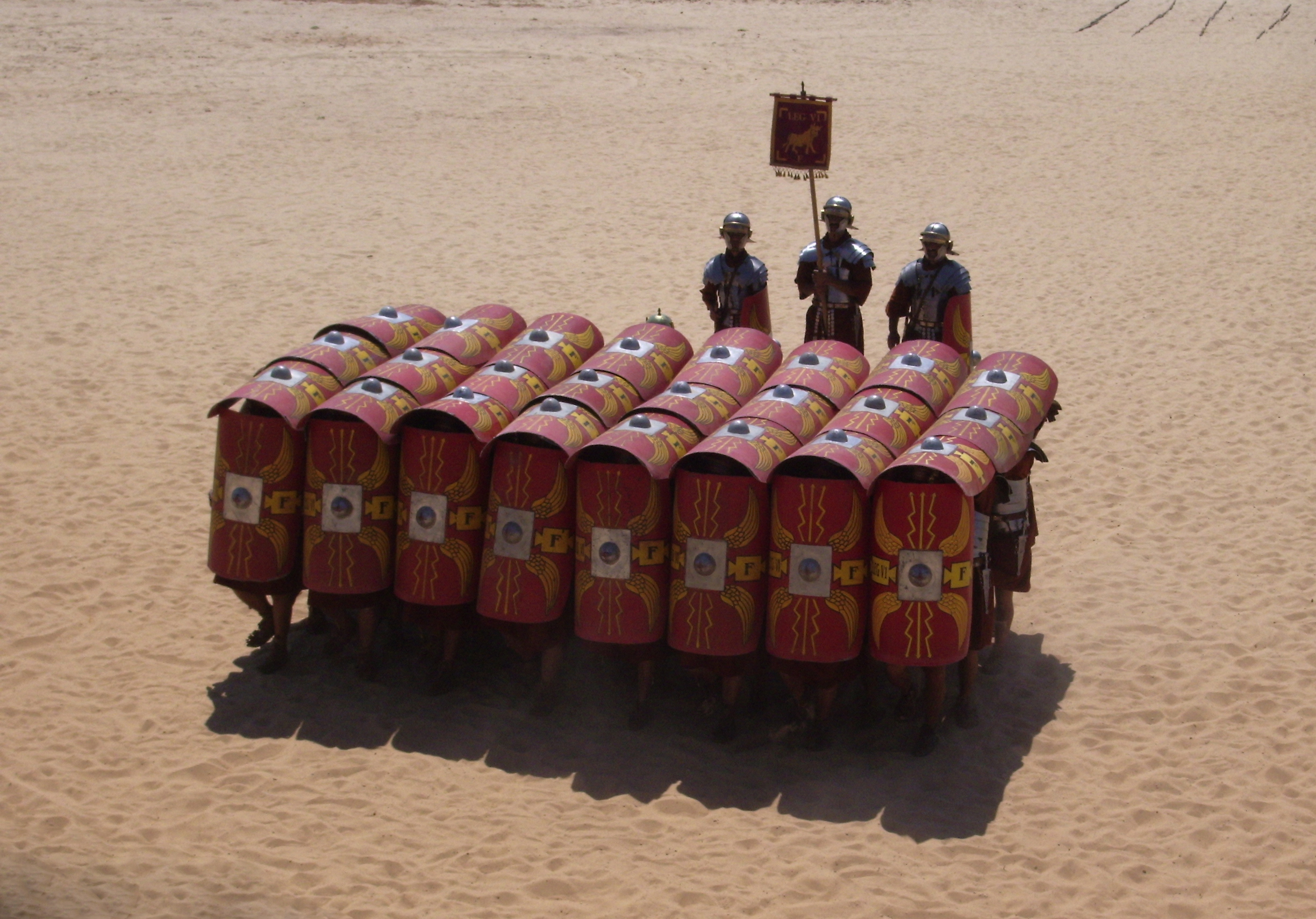
Бойовий порядок Черепаха. Історична реконструкція

Черепаха (лат. testudo) — бойовий порядок римської піхоти, призначений для захисту від метальних снарядів під час польових боїв і облог, а також як загальний термін для будь-яких пересувних дахів для захисту легіонерів та військових машин. В армії Візантійської імперії аналогічне бойове шикування іменувалося «фулкон» (грец. φούλκον).
Черепаха складалася з загонів легіонерів у щільному порядку: в першій ліній розташовувалися легіонери з довгими напівциліндричними щитами (кліпеями), що виставлялися вперед. На другій лінії легіонери підіймали над собою пласні щити (скута). При необхідності шикування черепахи здійснювалося під нахилом.
Черепахи, що формувалися для захисту людей або машин поділялися: для захисту таранів та іншої облогової техніки, для оборони підкопів під стінами, рвів, для витримання тяжкого каміння від обложених. Під час облог поверх щитів черепахи клався особливий захист (ценрони) — подвійний шар свіжих шкір, набитих морськими водоростями, або соломою, просякнутою оцтом. Їх також використовувалися окрім загисту при гасінні пожеж.
Проте, черепаха не була абсолютно невразливим бойовим порядком. Діон Кассій пише про руйнування шику римлян парфянськими катафрактами і кінними стрільцями в битві при Каррах:
|  | Бо якщо легіонери вирішували зімкнути щити і ущільнити шик з метою уникнути стріл, катафракти йшли на них міцним натиском, поражаючи одних і розсіюючи інших, якщо ж вони розмикали лави, щоб уникнути цього, їх побивали стрілами... |

## Сучасне використовування
В наші дні поліція під час масових заворушень застосовує такий стрій (з використанням протиударних щитів) для захисту від кидання протестувальниками каміння, пляшок тощо. Наприклад, під час Євромайдану в 2014 р. таке шикування використовували бійці спецпідрозділу «Беркут».